# Каевченко, Валентина Алексеевна
Валентина Алексеевна Каевченко (род. 14 января 1932, деревня Солуны, Невельского района, Ленинградская область) — советская оперная певица (лирико-драматическое сопрано), советский и российский театральный педагог, народная артистка РСФСР.

## Биография
Валентина Алексеевна Каевченко родилась 14 января 1932 года в деревне Солуны Невельского района Ленинградской области (сейчас Псковская область).
В 1956 году окончила Московскую государственную консерваторию имени П. И. Чайковского (педагог М. В. Владимирова).
С 1956 года была солисткой Московского музыкального театра имени К. С. Станиславского и В. И. Немировича-Данченко. За три десятилетия выступлений на сцене театра исполнила более 30 партий. Выступала в концертах, гастролировала за рубежом. После окончания артистической деятельности стала режиссёром-репетитором оперной труппы театра.

## Награды и премии
- Заслуженная артистка РСФСР (28.03.1966).
- Народная артистка РСФСР (21.10.1980).
- Медаль ордена «За заслуги перед Отечеством» II степени (29.11.1999).

## Работы в театре

### Оперные партии
- «Дубровский» Э. Ф. Направника — Маша
- «Алеко» С. В. Рахманинова — Земфира
- «Паяцы» Р. Леонковалло — Недда
- «Евгений Онегин» П. Чайковского — Татьяна
- «Пиковая дама» П. Чайковского — Лиза
- «Иоланта» П. Чайковского — Иоланта
- «Кармен» Ж. Бизе — Микаэла
- «Богема» Дж. Пуччини — Мими
- «Мадам Баттерфляй» Дж. Пуччини — Чио-Чио-сан
- «Порги и Бесс» Гершвина — Бесс
- «Водоворот» Сухоня — Катрена
- «Война и мир» С. Прокофьева — Наташа
- «Обручение в монастыре» С. Прокофьева — Луиза
- «Любовь к трем апельсинам» С. Прокофьева — Фата Моргана
- «В бурю» Т. Хренникова — Наталья
- «Безродный зять» Т. Хренникова — Анна
- «Виринея» С. Слонимского — Виринея
- «Ценою жизни» Николаева — Нила Снижко

### Режиссёр-репетитор
- «Травиата» Дж. Верди
- «Сила судьбы» Дж. Верди
- «Вертер» Ж. Массне
- «Кармен» Ж. Бизе
- «Демон» А.Г. Рубинштейна